# 威爾士學會
威尔士学会 是一个學会和慈善机构，旨在“慶賀、认可、保存、保护與鼓励所有学术学科的卓越成就”，并为威尔士民族服务 。
威尔士学会是威尔士首個也是唯一一个包罗万象的學會。它亦是一家注册慈善机构，于2010 年5 月 25 日在威尔士国家博物馆成立 ，并于2015年获得皇家宪章。该协会总部设於卡迪夫 。
它是一个独立的、自治的、泛学科的、双语的组织，在威尔士各地运作。

## 目的
该协会将其使命描述为： 
- 慶賀、认可、保存、保护和鼓励所有学术学科以及专业、工业和商业、艺术和公共服务领域的卓越成就。
- 促进学术进步、学术进步以及学术探究和研究成果的传播和应用。
- 作为专家学术建议和评论的独立来源，就影响威尔士及其人民的研究、学术和福祉的事项发表意见，并推动公众就具有国家和国际重要性的事项进行讨论和互动。

威尔士学会成立于 2010 年。此前，创建国家科学院是威尔士多年来关注和讨论的主题，但这一想法直到 2008 年才真正得到推进，当时代表主要学科的约 20 名独立学者聚在一起讨论威尔士缺乏博学的学院。他们组建了一个影子委员会，他们决定应该成为威尔士学会，并确定了更多的杰出学者（几乎都是皇家学会或英国國家學術院的院士），他们与最初的团体一起成为该学会的成员六十位创始研究员。
2010年2月，约翰·卡多根爵士当选为首届主席和理事会主席。一周后，2010年5月25日，该协会在卡迪夫国家博物馆举行的仪式上正式成立。

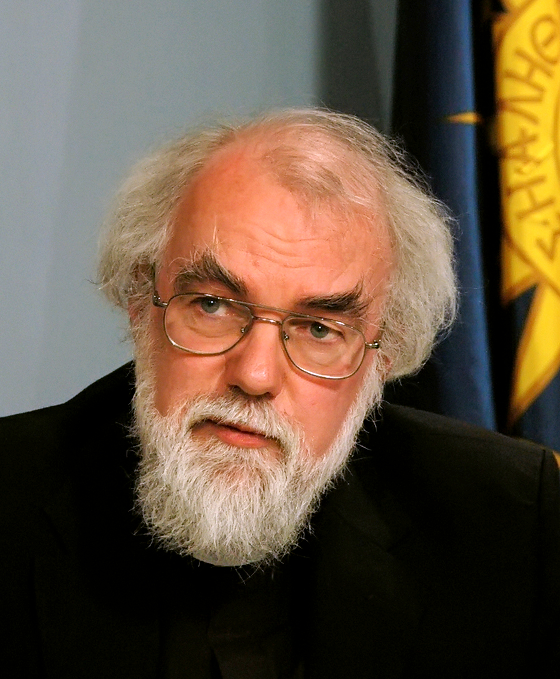
罗云·威廉斯, 威尔士学会会员

威尔士学会拥有 500 多名研究员，他们是来自各个学科的杰出人士。
选举為威爾士學會成員是对個人学术卓越的公众认可。
该协会利用成員的的专业知识来帮助提高人们对科学和艺术、人文和社会科学如何造福社会的认识。研究员通过在其各个委员会和工作组中服务并在国内和国际上代表我们来协助协会的工作。
协会奖学金向威尔士居民开放，这些居民出生在威尔士或与威尔士有特殊联系，在学术界有“卓越和成就的可证明记录”，或者在其专业领域的知识方面做出了杰出贡献 。
威尔士学会的会员有权在姓名后使用頭銜FLSW （Fellow of Learned Society of Wales）。
研究员是在严格的同行评审过程之后选出的。提名由协会现有会员提出并附议。每个候选人的提名文件随后由相关的审查委员会审议，然后由理事会进一步审议并提交给全体研究金以供确认和正式选举。
由研究员组成的审查委员会在以下领域开展工作：
- 医学与医学科学
- 细胞、分子、进化、有机和生态系统科学
- 化学、物理、天文学和地球科学
- 计算、数学和统计
- 工程
- 语言、文学以及创意和表演艺术的历史和理论
- 历史、哲学和神学
- 经济与社会科学、教育与法律
- 總體

自 2011 年首届院士选举以来，每年都会举行选举，当时有 119 名新院士加入协会，截至 2019 年，协会拥有 500 多名院士。
研究员都是杰出人物，他们在各自的学科和专业中代表了高水平的国际专业知识和知识。该奖学金包括威尔士的一些主要学者，其中许多人也是英国其他学术团体的院士，包括皇家学会、英国科学院、医学科学院、皇家工程院、社会科学院、研究所物理学会、皇家化学学会和皇家历史学会。其中两位研究员是诺贝尔奖获得者。
- 2010–14约翰·卡多根爵士[7]
- 2014–2020埃米尔·琼斯·帕里爵士[8]
- 2020 年至今漢威爾·托馬斯教授[8]

## 研究员
过去的研究员包括： 
- 约翰·戴维斯[10]
- R. Geraint Gruffydd
- 诺埃尔劳埃德，CBE
- 史蒂芬斯
- 格温托马斯

目前的研究员包括： 
- Barbara Adam
- Catherine Barnard
- Deirdre Beddoe
- Kirsti Bohata
- David Crystal
- Menna Elfyn
- Ilora Finlay, Baroness Finlay of Llandaff
- Andrew Green
- Mererid Hopwood
- Medwin Hughes
- Ronald Hutton
- Rhiannon Ifans
- Sir Simon Jenkins
- Ann John
- Ruth King
- Geraint F. Lewis
- Gwyneth Lewis
- David Lloyd Jones, Lord Lloyd-Jones
- John Loughlin
- Peredur Lynch
- Laura McAllister
- Kenneth O. Morgan
- Dame Elan Closs Stephens
- Dame Helen Stokes-Lampard
- Meena Upadhyaya
- Alasdair Whittle
- Rowan Williams, Baron Williams